# André Roosenburg
Andries Hendrik „André” Roosenburg (ur. 18 sierpnia 1923 w Hadze, zm. 26 lipca 2002 we Franekerze) – piłkarz holenderski grający na pozycji pomocnika. W swojej karierze rozegrał 9 meczów i strzelił 1 gola w reprezentacji Holandii.

## Kariera klubowa
Swoją karierę piłkarską Roosenburg rozpoczął w klubie ADO Den Haag. Zadebiutował w nim w 1940 roku. W sezonach 1941/1942 i 1942/1943 wywalczył z ADO dwa tytuły mistrza Holandii. Następnie grał w zespołach VV Neptunia oraz VV Sneek. W latach 1950–1953 występował w Fiorentinie. W 1955 roku wrócił do Holandii i grał kolejno w VV Sneek, Helmondii '55 oraz NEC Nijmegen.

## Kariera reprezentacyjna
W reprezentacji Holandii Roosenburg zadebiutował 26 maja 1948 roku w wygranym 2:1 towarzyskim meczu z Norwegią, rozegranym w Oslo. W 1948 roku był w kadrze Holandii na igrzyska olimpijskie w Londynie. Od 1948 do 1955 roku rozegrał w kadrze narodowej 9 meczów i zdobył 1 bramkę.